# Caxias do Sul (microregio)
Caxias do Sul is een van de 35 microregio's van de Braziliaanse deelstaat Rio Grande do Sul. Zij ligt in de mesoregio Nordeste Rio-Grandense en grenst aan de microregio's Vacaria, Guaporé, Lajeado-Estrela, Montenegro en Gramado-Canela. De microregio heeft een oppervlakte van ca. 4.854 km². In 2008 werd het inwoneraantal geschat op 742.587.
Achttien gemeenten behoren tot deze microregio:
- Antônio Prado
- Bento Gonçalves
- Boa Vista do Sul
- Carlos Barbosa
- Caxias do Sul
- Cotiporã
- Coronel Pilar
- Fagundes Varela
- Farroupilha
- Flores da Cunha
- Garibaldi
- Monte Belo do Sul
- Nova Pádua
- Nova Roma do Sul
- Santa Tereza
- São Marcos
- Veranópolis
- Vila Flores

Mesoregio's: Centro Ocidental Rio-Grandense · Centro Oriental Rio-Grandense · Metropolitana de Porto Alegre · Nordeste Rio-Grandense · Noroeste Rio-Grandense · Sudeste Rio-Grandense · Sudoeste Rio-Grandense

Microregio's: Cachoeira do Sul · Camaquã · Campanha Central · Campanha Meridional · Campanha Ocidental · Carazinho · Caxias do Sul · Cerro Largo · Cruz Alta · Erechim · Frederico Westphalen · Gramado-Canela · Guaporé · Ijuí · Jaguarão · Lajeado-Estrela · Litoral Lagunar · Montenegro · Não-Me-Toque · Osório · Passo Fundo · Pelotas · Porto Alegre · Restinga Seca · Sananduva · Santa Cruz do Sul · Santa Maria · Santa Rosa · Santiago · Santo Ângelo · São Jerônimo · Serras de Sudeste · Soledade · Três Passos · Vacaria